# Burg Termes
Die Burg Termes (französisch Château de Termes, okzitanisch Castèl de Termès) ist die Ruine einer mittelalterlichen Höhenburg im Bergmassiv der Corbières im heutigen Département Aude in der französischen Region Okzitanien. Sie steht seit dem 25. September 1989 als Monument historique unter Denkmalschutz.

## Lage
Die kleine Gemeinde Termes liegt in etwa 360 Metern Höhe und etwa 57 Kilometer (Fahrtstrecke) südwestlich von Narbonne bzw. 50 Kilometer südöstlich von Carcassonne. Vom Ort aus ist es noch ein etwa ein Kilometer langer Fußweg mit 100 bis 130 Metern Höhenunterschied bis zur Burgruine auf 480 m.

## Geschichte
Rechtlich gehörte Termes zum Herrschaftsbereich der Vizegrafen von Carcassonne, faktisch waren die Seigneurs de Termes jedoch weitgehend unabhängig. Aus Quellen des 11. und 12. Jahrhunderts ist zu entnehmen, dass etwa 60 Dörfer, davon 28 befestigt, zum Einflussbereich der Burgherren von Termes gehörten. In den Corbières wurde im Mittelalter Erz abgebaut, ein Teil der Einnahmen floss an die Seigneurs de Termes.

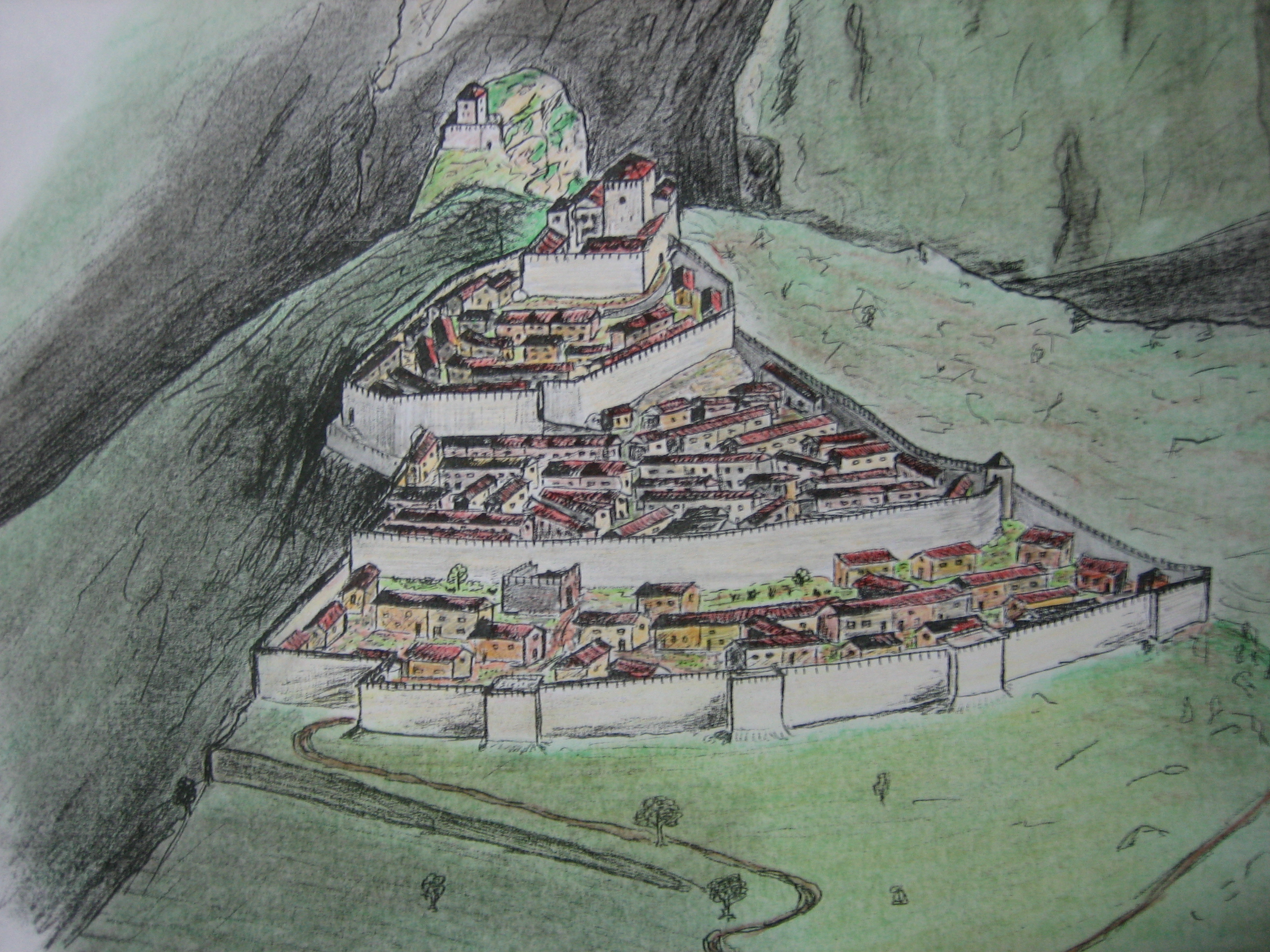
Rekonstruktionszeichnung der Katharerburg mit vorgelagerten castra

Die Burg Termes wird bereits in der Mitte des 12. Jahrhunderts erwähnt. Gegen Ende des Jahrhunderts bot sie den vielen Katharern Schutz, die sich einem befestigten Dorf (bourg oder castrum) zu ihren Füßen angesiedelt hatten. Im Jahr 1210 wurde die Anlage daraufhin im Verlauf des Albigenserkreuzzugs (1209–1229) als eine der Katharerburgen belagert, wobei beide Seiten über Katapulte verfügten. Nach knapp viermonatiger Belagerungszeit – die Wasserzisternen waren leer und die Verteidiger an der Ruhr erkrankt – fiel die Burg im Dezember 1210 an die Kreuzritter unter Simon de Montfort. Raimond de Termes, der Vater von Olivier de Termes, wurde gefangen genommen und starb kurz darauf im Kerker von Carcassonne.
Im Jahre 1228 wurde in der weitgehend zerstörten Burg eine königliche Garnison einquartiert, die einerseits ein Wiederaufflammen der Katharerbewegung verhindern sollte, andererseits aber auch eine strategisch wichtige Position im Kampf gegen die Expansionsbestrebungen der Krone von Aragon innehatte. Ludwig IX. ließ die Burg ab etwa 1260 neu erbauen und erweckte sie somit zu neuem Leben.
Bereits sieben Jahre vor dem Pyrenäenfrieden 1659 ordnete König Ludwig XIV. die Zerstörung der Burg an, die zu einem Stützpunkt für Räuber und Wegelagerer geworden war. Die Spreng- und Abrissarbeiten wurden einem Unternehmer aus Limoux übertragen, der die noch brauchbaren Steine abtransportieren ließ und verkaufte. Bereits 1654 waren die Arbeiten weitgehend abgeschlossen, die Kosten für die Staatskasse betrugen 14.922 Livres und 10 Sou.

## Architektur
Die Bausubstanz der heutigen Burgruine stammt größtenteils aus der Wiederaufbauphase unter Ludwig IX. Von der älteren Katharerburg kann kaum noch etwas identifiziert werden.
Die im Grundriss weitgehend an das felsige Gelände angepasste und nur über die Südseite zugängliche Burg verfügte über eine äußere Wehrmauer mit mehreren Rundtürmen. Zwischen diesen lagen gerade, nicht geböschte Kurtinen, die mit Wehrgängen ausgestattet waren.
Die eigentliche Kernburg lag nochmals etwa 15 Meter höher und bestand aus mehreren rechteckigen Wohngebäuden mit im Boden versenkten Zisternen. Ob ein Donjon vorhanden war, ist immer noch nicht zweifelsfrei geklärt. Ein separat liegender und ehemals gewölbter Bau mit einem kreuzförmigen Fenster wird von den Archäologen mit hoher Wahrscheinlichkeit als Kapelle identifiziert.
Von einem ehemaligen Außenposten (französisch Termenet) der Hauptburg ist kaum etwas erhalten.

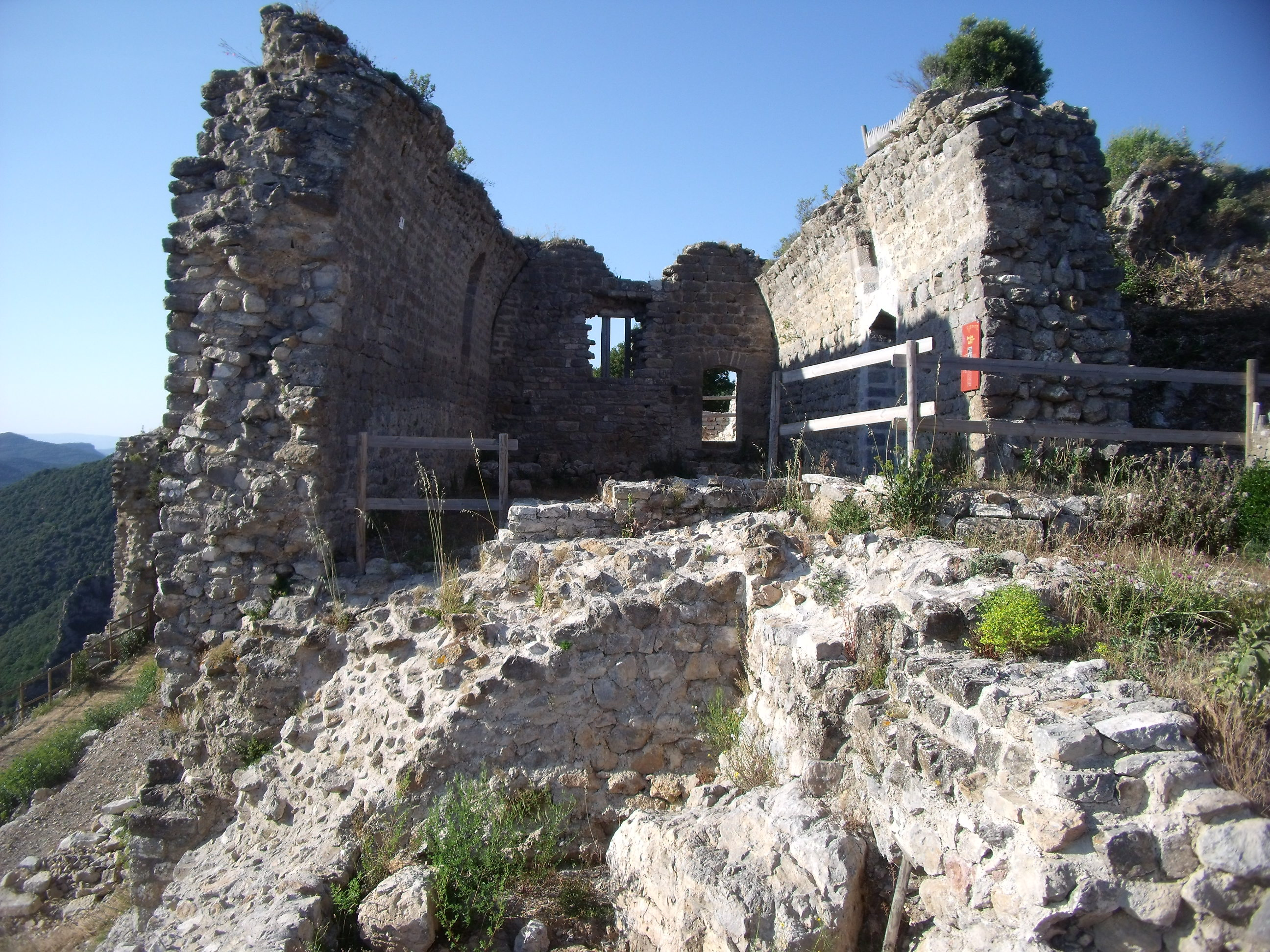
Burgkapelle
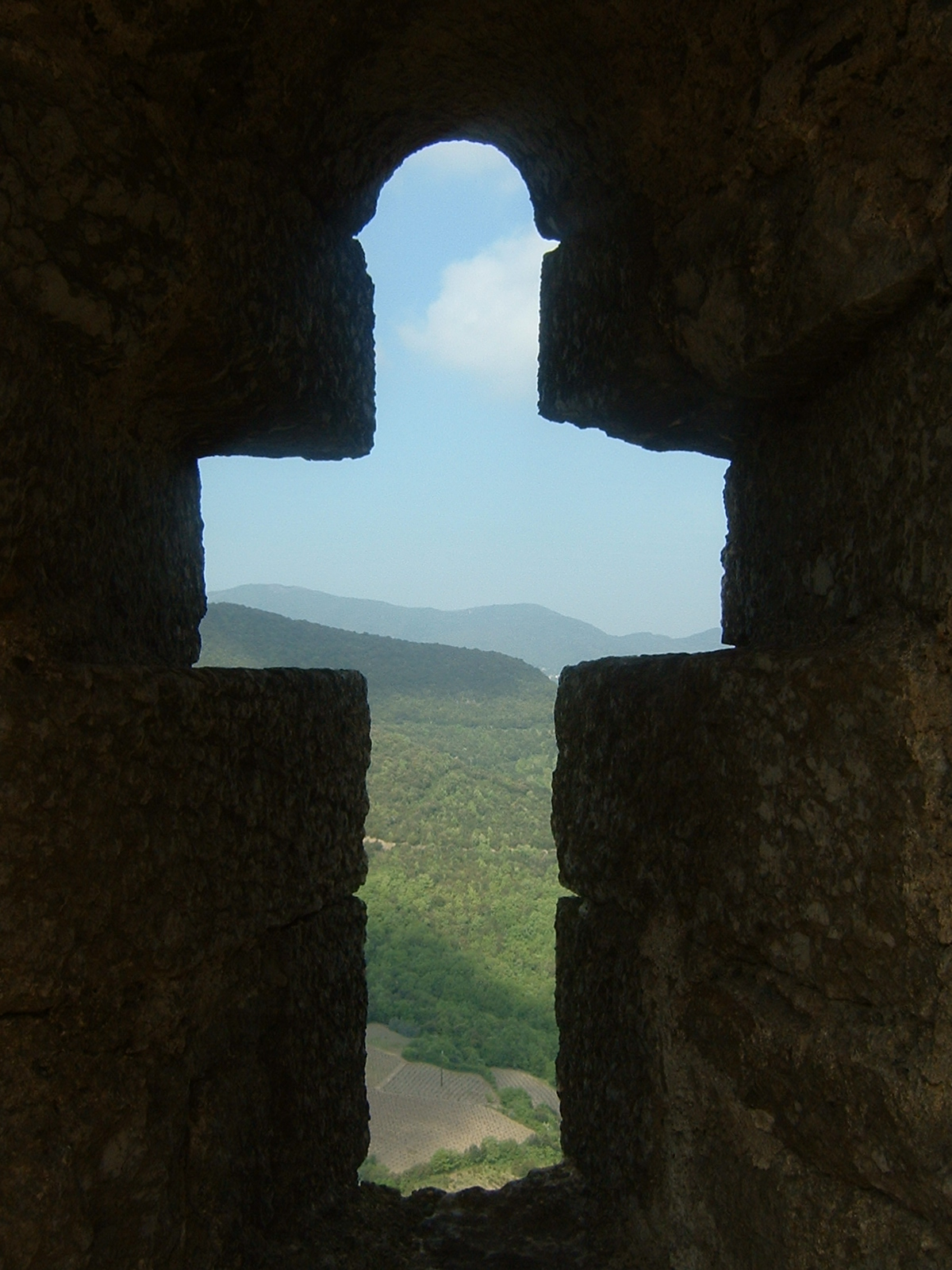
Fenster der Kapelle
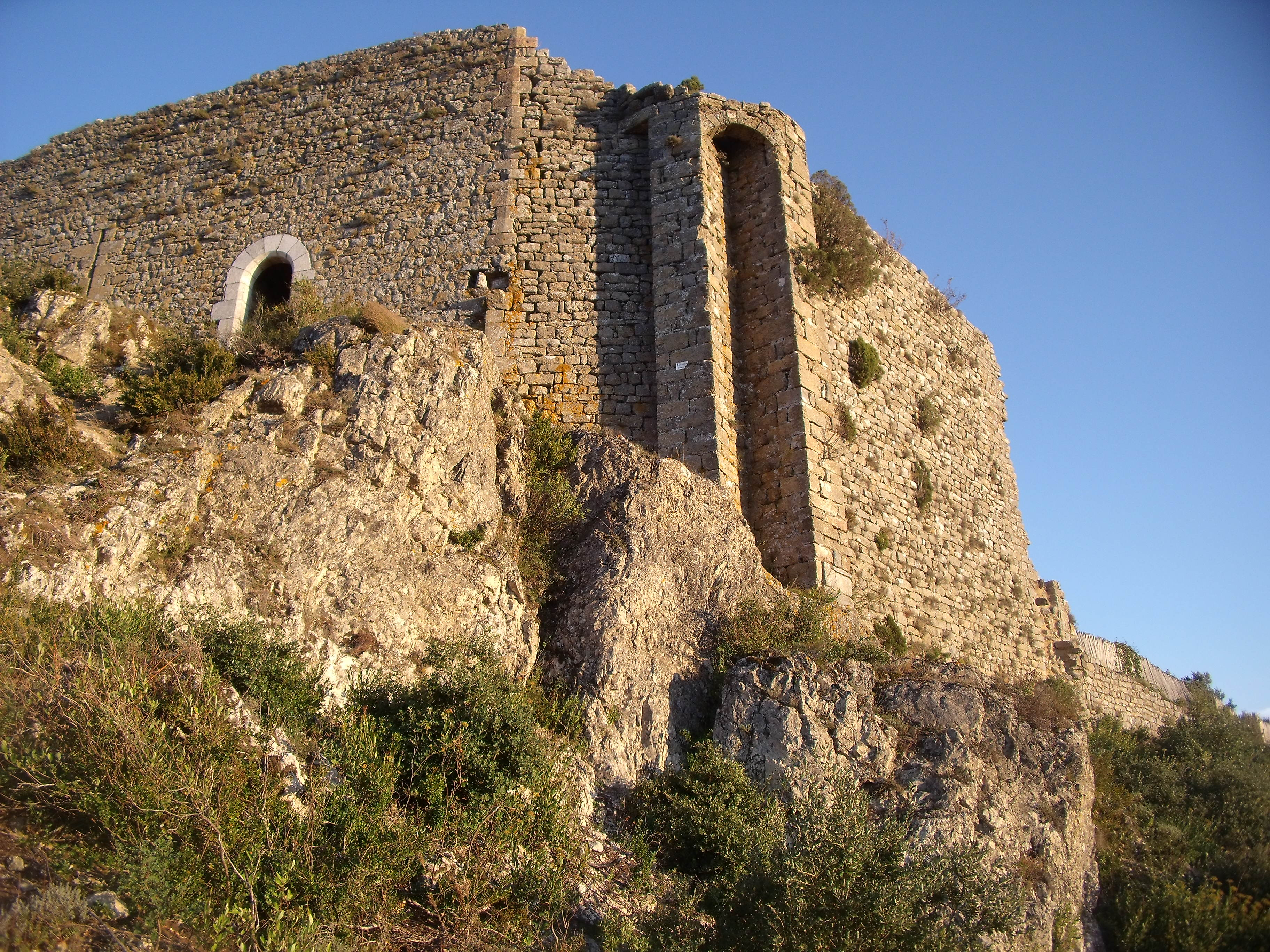
Nordwestseite mit Pforte
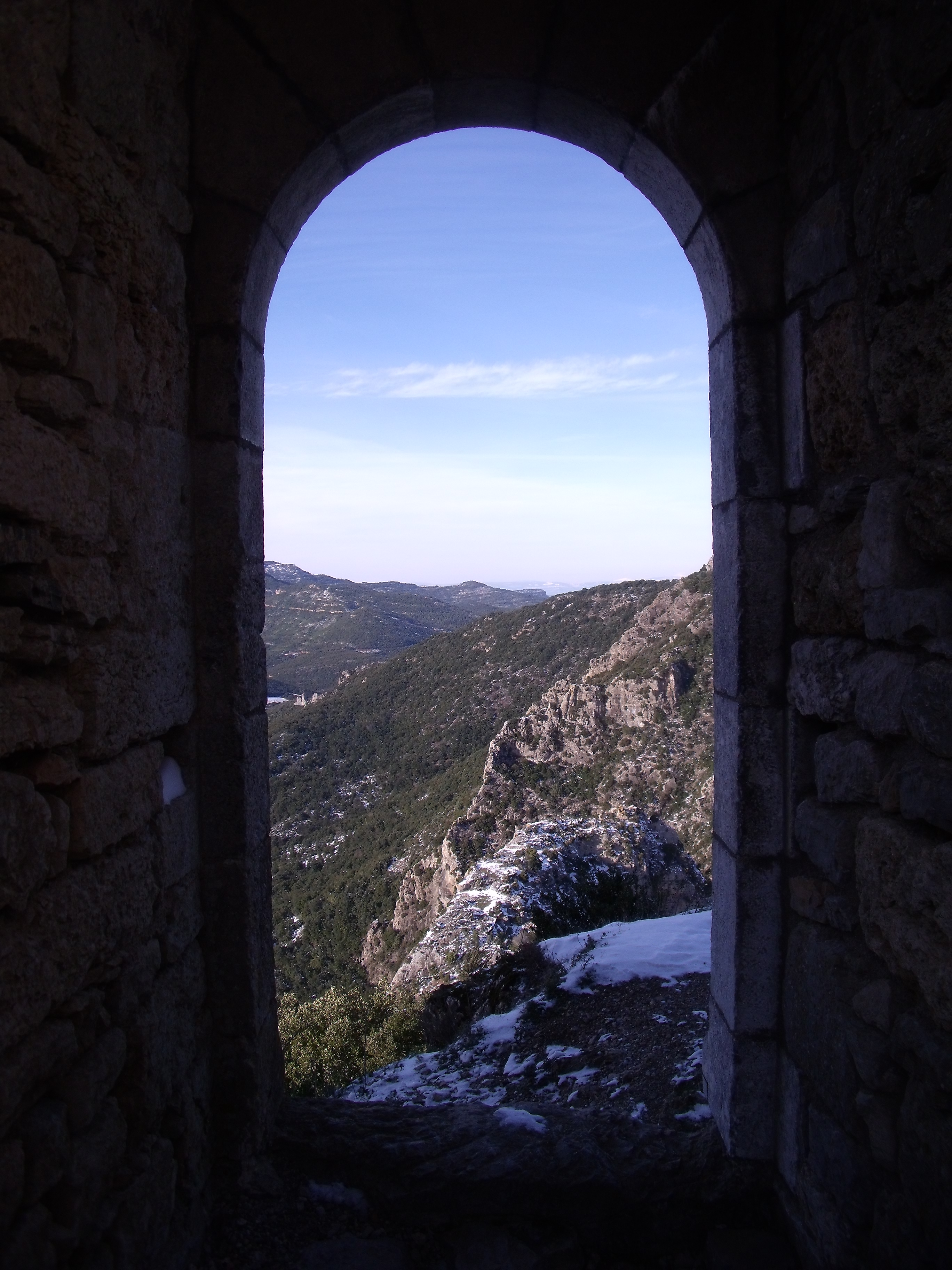
Ausfallpforte